# Вільйо Вестерінен
Вільйо Вестерінен (фін. Viljo Vesterinen; 26 березня 1907, Теріокі — 18 травня 1961, Гельсінкі) — фінський акордеоніст і композитор, чотириразовий переможець конкурсу баяністів Скандинавії (1934, 1936, 1938 і 1939 рр.).
Виступав із оркестрами Suomi Jazz і Dallape, а також сольно та дуетом. Існує близько 700 грамзаписів із його виконанням, що з успіхом продавалися не тільки у Фінляндії та Скандинавії, але й у всій Європі.
У 1939 році була записана «Säkkijärven polkka», яка стала найвідомішим у його виконанні твором. Вона використовувалась у військових цілях під час Радянсько-фінської війни 1941-1944 років, блокуючи радіосигнал для підриву радянських мін у Виборзі.
Вільйо Вестерінен помер в Гельсінкі 18 травня 1961 року.